# Обманчивое сердце: История Лори Келлогг
«Обманчивое сердце: История Лори Келлогг» (англ. Lies Of The Heart: The Story Of Laurie Kellogg) — американский телевизионный фильм 1994 года, снятый Майклом Тошиюки Уно с Дженни Гарт в главной роли.

## Сюжет
Когда Лори было шестнадцать лет, она встретила 31-летнего мужчину по имени Брюс Келлогг, которого безумно полюбила. Вскоре она переезжает жить к Брюсу, не подозревая, что её отчим продал девушку за 500 долларов. Сначала, семейная жизнь Келлоггов складывается невероятно счастливо, однако скоро становится ясно, что Брюс одержим молодыми женщинами. Наивная Лори не замечает странностей в поведении любимого и делает всё, чтобы угодить ему. Однако со временем настойчивость и агрессия Брюса всё возрастает, и мужчина начинает избивать её. В конце концов, Лори решается на убийство Брюса, вовлекая в это своих друзей. В итоге её обвиняют в убийстве. Теперь девушке остаётся лишь одно — доказать, что она стала жертвой домашнего насилия.

## В ролях
- Дженни Гарт — Лори Келлогг
- Грегори Харрисон — Брюс Келлогг
- Стивен Китс — Питер Орвилль
- Френсис Гинан — Деннис Бендер
- Ти-Си Уорнер — Николь Паппас
- Робин Фрейтс — Марлен
- Алексис Аркетт — Денвер МакДауэлл
- Шерон Спелман — Линда Френсис
- Джефф Дусетт — Эд Френсис
- Вирджиния Киин — Кристин Маллинс
- Джина Филипс — Алисия

## Критика
Сюжет фильма основан на реальных событиях. Сама картина получила смешанные отзывы. Обозреватель Variety, давший положительную оценку, отметил что фильм рассказывает «эту непростую историю с невероятной глубиной».